# Texas Lady
Texas Lady (bra: O Drama de uma Consciência ou Drama de uma Consciência) é um filme estadunidense de 1955, do gênero faroeste, dirigido por Tim Whelan, estrelado por Claudette Colbert e Barry Sullivan, e coestrelado por Ray Collins e Gregory Walcott. O roteiro de Horace McCoy foi baseado em sua própria história.
A trama retrata a história de uma jornalista e editora que enfrenta injustiças e violência em uma cidade do Texas.

## Sinopse
Prudence Webb (Claudette Colbert) chega a uma cidade isolada no Texas depois de herdar o jornal local de seu pai. Para sua surpresa, ela descobre que a cidade é controlada por Micah Ralston (Ray Collins) e Whit Sturdy (Walter Sande), dois homens que tomaram posse da área dos indígenas há vinte e cinco anos. Eles não veem com bons olhos a chegada de Prudence e seu espírito independente. No entanto, ela encontra apoio inesperado em Chris Mooney (Barry Sullivan), um apostador de jogos de azar que ela derrotou em Nova Orleães por razões familiares próprias.

## Elenco
- Claudette Colbert como Prudence Webb
- Barry Sullivan como Chris Mooney
- Ray Collins como Micah Ralston
- Gregory Walcott como Deputado Jess Foley
- James Bell como Cass Gower
- Horace McMahon como Stringer Winfield
- John Litel como Meade Moore
- Douglas Fowley como Clay Ballard
- Don Haggerty como Xerife Herndon
- Walter Sande como Whit Sturdy
- Alexander Campbell como Juiz E. Ness Herzog
- Florenz Ames como Wilson
- Kathleen Mulqueen como Nancy "Nanny" Winfield
- Robert Lynn como Reverendo Collander

## Produção
O filme foi gravado em locações na cidade de Murphys, no Condado de Calaveras, na Califórnia; e nos arredores de Sonora, no Condado de Tuolumne, também na Califórnia.
"Texas Lady" foi o único filme faroeste de Claudette Colbert, além de ser seu primeiro filme estadunidense desde o lançamento de "Thunder on the Hill" (1951), da Universal Pictures. A produção também marcou seu penúltimo trabalho cinematográfico, antes de "Parrish" (1961).